# Mirosław Dakowski
Mirosław Andrzej Dakowski ps. Andrzej Pomorski, Szary (ur. 3 lutego 1937 w Toruniu) – polski fizyk, profesor doktor habilitowany. Autor około siedemdziesięciu prac naukowych, głównie z fizyki jądrowej oraz Poszanowania Energii i Energii Odnawialnych. Były kierownik Zakładu Energii Odnawialnych w Akademii Podlaskiej w Siedlcach. W latach 1940–1946 przebywał na zesłaniu na Syberii. Działacz opozycji antykomunistycznej w PRL w latach 1976–1989, podziemny wydawca i drukarz, od 1992 działacz „Ruchu Obywatelskiego na rzecz Jednomandatowych Okręgów Wyborczych”, przeciwnik ewolucjonizmu i specjalista energetyki jądrowej.

## Działalność naukowa
Studia na Wydziale Fizyki Uniwersytetu Warszawskiego ukończył w 1959, stopień doktora nauk fizycznych w zakresie fizyki uzyskał 22 stycznia 1968 na Wydziale Matematyki i Fizyki Uniwersytetu Warszawskiego na podstawie rozprawy „Widma energetyczne lekkich cząstek naładowanych emitowanych przy potrójnym rozszczepieniu 235U”, a w 1973 otrzymał stopień doktora habilitowanego za pracę „Wpływ efektów powłokowych na rozkłady mas i energii fragmentów w rozszczepieniu”. W 1997 nadany mu został tytuł profesora nauk fizycznych za badania z fizyki jądrowej (rozszczepienie i zderzenia ciężkich jonów).
W latach 1957–1959 był pracownikiem naukowym Wydziału Fizyki Uniwersytetu Warszawskiego, a od 1959 do 1986 pracował w Instytucie Badań Jądrowych w Świerku. Osiem lat pracował jako fizyk za granicą – w Zjednoczonym Instytucie Badań Jądrowych w Dubnej w ZSRR (1970-1972), w Centrum Badań Jądrowych Komisariatu Energii Jądrowej (Commissariat à l’energie atomique) w Saclay, w Instytucie Fizyki Jądrowej (Institut de Physique Nucleaire) w Orsay we Francji, w Instytucie Badań Ciężkich Jonów (Gesellschaft für Schwerionenforschung) w Darmstadt w Niemczech. Po zwolnieniu za działalność opozycyjną z IBJ w Świerku, był w latach 1986–1991 „pracownikiem naukowo-technicznym” Uniwersytetu Warszawskiego, a w latach 1990–1991 pracował jako główny specjalista w Państwowej Agencji Atomistyki. Następnie, w latach 1991–1997, pracował jako główny specjalista w Centralnym Urzędzie Planowania w Warszawie. Od 1996 do 2007 był wykładowcą w Wyższej Szkole Rolniczo-Pedagogicznej (od 1999 Akademii Podlaskiej) w Siedlcach oraz prowadził tam Zakład Energii Odnawialnych. W latach 2000–2001 był głównym specjalistą w Agencji Techniki i Technologii w Warszawie. Od 2006 jest na emeryturze.

## Działalność opozycyjna i represje
W 1980 pod pseudonimem „Andrzej Pomorski” wspólnie z Michaiłem Nazarowem opracował książkę „Solidarnost’: o raboczem dwiżenii v Polsze i o raboczem dwiżenii w Rossii”, która w 1980 została wydana we Frankfurcie nad Menem i miała później jeszcze dwa wydania znacznie przerobione i poszerzone (w 1981 i w 1982) [wyd. POSSEV, Narodno Trudowoj Sojuz]. Była ona kolportowana w ZSRR i w garnizonach Armii Radzieckiej na terytorium Polski.
Od wiosny 1981 był członkiem NSZZ „Solidarność”. Po wprowadzeniu stanu wojennego już 14 grudnia 1981 włączył się w nielegalną działalność, był organizatorem fotografowania i mikrofilmowania prasy podziemnej oraz jej przemycania za granicę, do Andrzeja J. Chileckiego, dziennikarza współtworzącego emigracyjny miesięcznik „Kultura” wydawany w Paryżu.
W latach 1982–1983 był kolporterem dużej części nakładu wydawnictw podziemnych wydawnictwa Krąg, a następnie w latach 1983–1985 współzałożycielem (z Andrzejem Urbańskim), organizatorem druku i drukarzem własnego wydawnictwa podziemnego „Wydawnictwo”, które opublikowało ponad sześćdziesiąt pozycji z ekonomii i najnowszej historii przeznaczonych głównie dla młodych robotników oraz studentów. Był też autorem publikacji w podziemnym czasopiśmie Instytutu Badań Jądrowych „W okopach” i w innej prasie podziemnej, a w latach 1986–1990 zamieszczał teksty na łamach paryskiej „Kultury”.
Od września 1960 do września 1973 znajdował się w operacyjnym zainteresowaniu Służby Bezpieczeństwa, ze względu na działalności w Sekcji Kultury warszawskiego Klubu Inteligencji Katolickiej. W 1964 SB planowała pozyskać go do współpracy przy okazji ubiegania się o paszport w związku z wyjazdem służbowym.
Z powodów politycznych odmawiano mu wydania paszportu w latach 1960 i 1970 (m.in. w 1960 i dwukrotnie w 1964). W okresie od 26 lutego 1966 do 14 października 1969 wobec M. Dakowskiego obowiązywało zastrzeżenie wyjazdów zagranicznych do Krajów Kapitalistycznych i poza Europę ze względu na „reakcyjne poglądy”, działalność w Klubie Inteligencji Katolickiej oraz kontakty z księżmi katolickimi.
Od 9 czerwca 1982 był rozpracowywany przez Służbę Bezpieczeństwa jako figurant w Sprawie Obiektowej „Atom”, w ramach której SB „kontrolowała operacyjnie” Instytut Badań Jądrowych w Świerku, powodem rejestracji było jego „destrukcyjne oddziaływanie na środowisko naukowe Instytutu”. 2 marca 1983 SB zmieniła charakter zainteresowania Dakowskim na Sprawę Operacyjnego Sprawdzenia o kryptonimie „Willa”, która dotyczyła jego „wrogiej działalności w środowisku”, a 13 czerwca 1984 zarejestrowano Sprawę Operacyjnego Rozpracowania o kryptonimie „Fizyk”, która dotyczyła jego „działalności antypaństwowej naruszającej porządek prawno-publiczny”. W 1984 odmówiono mu wydania paszportu na wyjazd nawet do NRD. Dostał go dopiero po odwołaniu.
W wyborach samorządowych w 1998 bezskutecznie ubiegał się o mandat radnego sejmiku mazowieckiego z listy komitetu Rodzina Polska.
Otrzymał status pokrzywdzonego w IPN. Kopie dokumentów przekazał do Ośrodka Karta w Warszawie.
W 2019 otrzymał Krzyż Wolności i Solidarności [BU-IV-11906(8)/17].
W 2019 za wybitne zasługi w działalności na rzecz przemian demokratycznych w Polsce, za osiągnięcia w podejmowanej z pożytkiem dla kraju pracy zawodowej i społecznej otrzymał Krzyż Komandorski Orderu Odrodzenia Polski.

## Działalność społeczna

### Ruch Poszanowania Energii
Od 1985 jest inicjatorem w Polsce „Ruchu Poszanowania Energii i Energetyki Użytkownika”. W 1990 był projektodawcą Agencji Poszanowania Energii podległej premierowi Polski. W latach 2000–2005 był członkiem Komitetu ds. Gospodarki Energetycznej FSNT-NOT.
Jest przeciwnikiem energii jądrowej: uważa, że nacisk na budowę elektrowni jądrowych wynika głównie z interesów przemysłu jądrowego, który nie jest zainteresowany rozwiązaniami zmniejszającymi zużycie energii. Wykazuje też, że po katastrofie elektrowni jądrowej w Czarnobylu doszło do zafałszowania skali skutków tej awarii. Polegało to zarówno na zaniżaniu liczby ofiar, jak i na zafałszowaniu mapy oraz skali skażeń. Jest to wynikiem przyjętej fałszywej interpretacji pomiarów promieniowania, polegającej na oszustwach przy uśrednianiu skażeń przejawiających się m.in. w uśrednianiu wyników dla olbrzymich obszarów (np. uśrednianie Syberii i okolic Czarnobyla). Przeciwko tej błędnej jego zdaniem interpretacji protestował wraz z kolegami z IBJ w Świerku już w 1986 m.in. w podziemnej prasie. W 1991 był współautorem „Raportu w sprawie następstw katastrofy w Czarnobylu” opracowanej przez Zespół Prezesa Państwowej Agencji Atomistyki do spraw Elektrowni Jądrowej „Żarnowiec”.
Opracował podstawy „Poszanowania Energii i Energii Odnawialnych dla Polski”, które przedstawił w książce O energetyce dla użytkowników i sceptyków napisanej wspólnie ze Stanisławem Wiąckowskim (2005).

### Ruch Obywatelski na rzecz Jednomandatowych Okręgów Wyborczych
Od 1992 jest jednym z animatorów „Ruchu Obywatelskiego na rzecz Jednomandatowych Okręgów Wyborczych” (JOW). W kwietniu 1996 na pierwszym ogólnopolskim spotkaniu Ruchu Obywatelskiego JOW na Uniwersytecie Wrocławskim został ustanowiony jednym z czterech Koordynatorów Krajowych tego ruchu. Propaguje idee JOW zarówno w mediach, jak i w czasie setek konferencji i spotkań organizowanych na terenie całej Polski.

### Udział w nagłośnieniu „afery FOZZ”
Był także zaangażowany w ujawnienie tzw. afery FOZZ dotyczącej Funduszu Obsługi Zadłużenia Zagranicznego. W czerwcu 1991, razem z prof. Jerzym Przystawą z Wrocławia, w oparciu m.in. o materiały urzędowe uzyskane od inspektora głównego specjalisty w Najwyższej Izby Kontroli Michała Falzmanna, wystąpił do Prokuratora Generalnego z powiadomieniem o tym przestępstwie. Następnie wraz z J. Przystawą, mimo że nastąpiła zadziwiająca i nieoczekiwania śmierć Falzmanna (18 lipca 1991) i odczuwali atmosferę „pewnego zastraszenia” (m.in. poprzez serię nagłych wypadków śmiertelnych – ówczesny prezes NIK Walerian Pańko zginął w wypadku samochodowym, a kilka miesięcy później zmarł zarówno kierowca z Biura Ochrony Rządu, jak i policjanci, którzy jako pierwsi przybyli na miejsce tego wypadku), opracował (na podstawie dokumentów urzędowych oraz publikacji prasowych) i w 1992 opublikował książkę „Via bank i FOZZ”, w której „przedstawiono mechanizmy rabunku finansów publicznych”. Zareagował na to Dariusz Przywieczerski, szef, a potem właściciel Universalu przedstawiany w książce jako osoba zamieszana w te operacje i jej autorom wytoczył cywilny proces sądowy. Proces, decyzją sądu utajniony, trwał ponad 13 lat i zakończył się w 2006 uniewinnieniem pozwanych (M. Dakowskiego i J. Przystawę), choć Przywieczerski na początku 2005 został skazany za wyprowadzenie z FOZZ znacznych środków, na karę 3,5 roku więzienia oraz grzywnę. Przez pewien czas w wyniku wyroku sądowego obowiązywał zakaz wznawiania książki „Via bank i FOZZ”.

### Udział w analizowaniu katastrofy w Smoleńsku
Latem 2010 zakwestionował oficjalną wersję przebiegu katastrofy polskiego Tu-154 w Smoleńsku, m.in. stwierdzając w oparciu o dokonane przez siebie obliczenia, że niemożliwe było, „przy ewentualnej utracie kawałka skrzydła znanej wielkości na wysokości paru metrów wykonanie przez płatowiec półbeczki nad gruntem”, a także powstanie tak dużych uszkodzeń tylko z powodu uderzenia w ziemię. 3 października 2010 złożył do Prokuratora Generalnego RP zawiadomienie o popełnieniu przestępstwa. Był w tej sprawie przesłuchiwany jako świadek przez Prokuraturę Wojskową, której przedstawił m.in. swoje obliczenia, a złożone zeznanie opublikował w Internecie. Artykuły analizujące katastrofę zamieszczał na swojej stronie, a także w wydawnictwie „Zeszyty Smoleńskie” (np. opracowanie „Prawa zachowania fizyki a oficjalna dezinformacja”), jak również na portalach Salon24.pl, Niepoprawni.pl, Wirtualna Polonia, Nowy Ekran i innych. Obecnie (2019 r.) skłania się do teorii, iż katastrofa smoleńska została sfingowana.

## Twórczość
Jest autorem ok. 70 recenzowanych publikacji naukowych z zakresu fizyki jądrowej, ogłaszanych m.in. na łamach czasopism zagranicznych, takich jak np.: „Earth and Planetary Science Letters”, „Nuclear Instruments and Methods in Physics Research”, „Nuclear Physics”, „Nuclear Track Detection”, „Nukleonik”, „Nuovo Cimento”, „Physics Letters”, „Physical Review Letters” (wyd. American Physical Society), „Zeitschrift für Physik”, „Yadernaja Fizika”, a także w polskich wydawnictwach, np. „Acta Physica Polonica”, „Bulletin de l’Academie Polonaise des Sciences, Série de les Sciences de la Terre”, „Raport IBJ”, „Biuletyn Instytutu Budownictwa Mieszkaniowego”, miesięcznik „Gospodarka Paliwami i Energią”, „Przegląd Przemysłowy”. Jest autorem licznych publikacji dotyczących energetyki, m.in. pracy „Poza wiek ropy, węgla i rozszczepienia (Jaka energetyka do końca XXI wieku?”, 1995). Był w Radzie Programowej kwartalnika „Rurociągi” i publikował tam artykuły o strategiach energetycznych.
Ponadto swoje publikacje zamieszczał, poza wspomnianą wyżej prasą podziemną i emigracyjnym miesięcznikiem „Kultura”, również na łamach różnych polskich tygodników i gazet, m.in. „Gazety Polskiej”, „Głosu”, „Myśli Polskiej”, „Naszego Dziennika” „Naszej Polski” i „Tygodnika Solidarność”. Zajmował się w nich m.in. kwestiami energetycznymi, jak np. w artykułach „Energia a sprawa polska”, „Katastrofa w Czarnobylu a rzetelność naukowa”, „Kto ociepla ziemię”, „Kryzys energetyczny wywołano sztucznie”, ale także inną problematyką, np. „Czy ewolucjonizm jest nauką?”, „Sprawa Boniego – dwadzieścia lat później”. Liczne publikacje ogłasza również w Internecie, głównie na swojej stronie internetowej, a także na blogach na portalach salon24.pl, nowyekran.pl i innych.
Prowadzi też działalność wykładową na terenie całej Polski, występując z referatami m.in.: Stan świata – oraz: gdzie są nadzieje dla Polski, Niezależność energetyczna: naszego domu, wsi, Polski; Głosowanie a wybory – różnice, cele (nasze a polityków); Ewolucjonizm wobec logiki i matematyki. „Religia” neo-darwinizmu, Czy globalizm to nowa (ew. przyszła) cywilizacja?, a także na temat katastrofy polskiego Tu-154 w Smoleńsku.
Na te tematy wydał książki: „O to, co najważniejsze. Krzaczek na drodze lawiny”, 2017, wyd. ANTYK, oraz jako jeden z autorów: „MASKIROWKA SMOLEŃSKA”, Wyd. Bolinari, 2018

### Książki
- 1980: Solidarnost’: o rabočem dviženii v Pol'še i o rabočem dviženii v Rossii (pod pseudonimem Andrzej Pomorski, Andžej Pomorskij, współautor: Michail Nazarov). Frankfurt/Main: Posev, 1980; wyd. 2 zm. i poszerzone, Frankfurt/Main: Posev, 1981; wyd. 3 zm. i poszerzone, Frankfurt a. Main: Posev, 1982
- 1985: Solidarność: o ruchu robotniczym w Polsce i w Rosji (współautor: Mihail Nazarov; tłumaczyła Maria Kotowska), Warszawa: Brzask
- 1991: Raport w sprawie następstw katastrofy w Czarnobylu wraz z załącznikami II i IV (współautorstwo), Zespół Prezesa Państwowej Agencji Atomistyki do spraw Elektrowni Jądrowej „Żarnowiec”, Warszawa: ZPPAAdsEJŻ
- 1992: Via bank i FOZZ: o rabunku finansów Polski (współautor Jerzy Przystawa), Komorów: Antyk
- 1993: Ekorozwój 2020 (współautorstwo), Kraków: „Zielone Brygady” (Biblioteka „Zielonych Brygad”; nr 1)
- 1997: Jednomandatowo!: ordynacja wyborcza dla Polski (współautorzy Romuald Lazarowicz, Jerzy Przystawa)
- 2005: O energetyce dla użytkowników oraz sceptyków (współautor Stanisław Wiąckowski), Warszawa: Fundacja ODYSSEUM, ISBN 83-86010-14-2. Tłumaczenie na język ukraiński: Lviv 2007, BBK31, D12. ISBN 966-7152-47-2.
- „O to, co najważniejsze. Krzaczek na drodze lawiny”, 2017, wyd. ANTYK
- „MASKIROWKA SMOLEŃSKA”, Wyd. Bolinari, 2018

## Nagrody
Trzykrotnie otrzymał nagrodę Państwowej Rady ds. Wykorzystania Energii Jądrowej (w tym zespołowa II stopnia) w 1963, 1965 i 1967. Dostał także w 1975 nagrodę Sekretarza Naukowego Polskiej Akademii Nauk.